# Ramsviksträsk
Ramsviksträsk är en sjö i på Ingarö, Värmdö kommun i Uppland och ingår i Norrström-Tyresåns kustområde. Sjön är belägen inom Björnö naturreservat.